# Jens Wørzner
Jens Wørzner (født 1958) er en tidligere dansk mester i maratonløb, som løb for Herlufsholm GF og Køge Atletik. 
Wørzners personlige rekord på 2,16,08 er fra sejren i Istanbul-Marathon 8. november 1987. Han er gift med og træner for Gitte Karlshøj.
I slutningen af 1980'erne studerende han på Seattle Pacific University. 
Wørzner underviser nu på Aarhus Universitet, Handels- og IngeniørHøjskolen.

## Danske mesterskaber
- Guld Maraton 1988 2,21,04